# إليزابيث من البوسنة
إليزابيث البوسنية (الصربية الكرواتية: Elizabeta Kotromanić/Елизабета Котроманић؛ البوسنية: Elizabeta Bošnjačka؛ المجرية: Kotromanics Erzsébet؛ البولندية:Elżbieta Bośniaczka؛ ق. 1339 - يناير 1387)؛ كانت ملكة المجر وكرواتيا القرينة وكذلك ملكة بولندا القرينة، وبعد أن أصبحت أرملة عينت كوصية على العرش المجر وكرواتيا بين عامي 1382 و1385 وفي عام 1386.
هي ابنة ستيبان الثاني بان البوسنة، أصبحت إليزابيث ملكة المجر بعد زواجها من الملك لايوش الأول الكبير في عام 1353، وفي عام 1370 أنجبت له وريثة طال انتظارها كاثرين، وأصبحت ملكة بولندا منذ ارتقاء زوجها لويس على العرش البولندي، كان للزوجين الملكيين ابنتان أخريين: ماري ويادويغا، توفيت ابنتها الكبرى كاثرين في عام 1378، في البداية لم يكن لإليزابيث تأثير كبير في الديوان الملكي، ثم بدأت تحيط نفسها بالنبلاء الموالين لها تحت قيادة مقرب منها نيكولاس الأول غاراي، وعندما توفي الملك لايوش في عام 1382 خلفته ابنتها الثانية ماري مع اعتبار إليزابيث كوصية، لم تكن قادرة على الحفاظ على الاتحاد الشخصي بين المجر وبولندا، إلا أنها ضمنت العرش البولندي لابنتها الصغرى يادويغا.
خلال فترة وصايتها على العرش في المجر واجهت إليزابيث العديد من التمردات بقيادة إيفان هورفات وإيفان باليسنا اللذان حاولا الاستفادة من عهد ماري غير المستقر، وفي عام 1385 دعوا كارلو الثالث ملك نابولي أحد أقارب الملكة لخلعها وأخذ التاج عوضاً عنها، ولكن إليزابيث ردت بقتله بعد شهرين من تتويجه، وفي فبراير 1386 أعادت التاج إلى ابنتها وأثبتت نفسها كوصية مرة أخرى ولكن بعد وقت قصير تم القبض عليها وحبسها وخنقها في النهاية من قبل أعدائها، بقيت ابنتها على العرش حتى وفاتها.

## النسب والسنوات الأولى
ولدت إليزابيث حوالي عام 1339 باعتبارها ابنة ستيبان الثاني بان البوسنة رئيس أسرة كوترومانيتش، في حين كانت والدتها إليزابيث الكويافية فرداً من أسرة بياست وإحدى أقارب فواديسواف الأول ملك بولندا، كانت ملكة المجر الأرملة إليزابيث ابنة عم والدتها، بعد وفاة كنتها مارغريت البوهيمية بسبب الموت الأسود في عام 1349، أعربت الملكة إليزابيث عن اهتمامها بقريبتها الشابة، مع الأخذ في الاعتبار باقتراح زواج مستقبلي لابنها الأرمل والشاب لايوش الأول ملك المجر، أصرت الملكة إليزابيث على إحضار الفتاة على الفور إلى بلاطها في فيشيغراد لإتمام رعايتها، على الرغم من تردد والدها في البداية إلا أن تم إرسالها إلى بلاط الملكة الأرملة.
في عام 1350 هاجم إمبراطور الصرب ستيبان أوروس الرابع دوشان أراضي والدها في البوسنة من أجل استعادة زاكلوميا، لم يكن الغزو ناجحاً كثيراً، لأن الإمبراطور حاول التفاوض على المصالحة، والتي سيتم ختامه بترتيب زواج إليزابيث من ابنه ووريثه ستيبان أوروس الخامس، تحدث المؤرخ مافرو أوربيني التي كانت موثوقيته في هذا الصدد "موضوع جدل" أن الإمبراطور توقع أن يتم التنازل عن زاكلوميا كمهر لإليزابيث، وهو ما رفضه والدها، و في وقت لاحق من ذلك العام أصبحت مخطوبة رسميا إلى لايوش البالغ من العمر 24 عاماً، الذي كان يأمل هو الآخر في مواجهة سياسة دوشان التوسعية إما بمساعدة والدها أو باعتباره خليفة له في نهاية المطاف.

## الزواج
تم الاحتفال بزواج إليزابيث من لايوش في بودا في 20 يونيو 1353، كان الزوجان مرتبطين ضمن درجة القرابة المحظورة، كان الدوق كازيمير الأول الكويافي جد إليزابيث لأمها وجد لايوش لأمه أشقاء، وبالتالي كان من الضروري الحصول على إعفاء بابوي، ولكن لم يتم السعي إليه إلا بعد أربعة أشهر من حفل الزفاف، اقتراح المؤرخ إيفان بيرتيني أن الحفل ربما يكون قد تم تسريعه بسبب الحمل وهمي، بعد أن كان الزوجان على اتصال لسنوات، إذا كان الأمر كذلك فمن المحتمل أن الحمل انتهى بولادة جنين ميت، يبدو أن والدتها ماتت بحلول الوقت الذي تزوجت فيه، شعر لايوش بالفزع عندما اعتلى ابن عمها الشاب والطموح تفرتكو العرش البوسني عند وفاة والدها في وقت لاحق من نفس العام،  ولكن في عام 1357 تم استدعاء الشاب إلى بوزيجا وأجبره الملك على تسليم معظم غرب زاكلوميا باعتبارها مهر إليزابيث.
أخضعت ملكة المجر الجديدة نفسها بالكامل لحماتها المسيطرة إليزابيث البولندية تشير حقيقة أن حاشية الملكة الشابة كانت تتألف من نفس الأفراد الذين كانوا يخدموا الملكة الأم، وأيضا أشرت التقارير إلى أن إليزابيث البوسنية ربما لم يكن لديها حتى بلاطها الخاص خلال ذاك الوقت، ساد تأثير حماتها حتى عام 1370، عندما خلف لايوش خاله كازيمير الثالث كملك لبولندا، بعد تتويجه في بولندا أحضر لايوش ابنتي كازيمير القاصرتين آن وهيدفيغ لتربيهما إليزابيث، إليزابيث على الرغم من أنها كانت ملكة بولندا إلا أنها لم تتوج أبدا على هذا النحو، عين الملك لايوش والدته كنائبة عنه في بولندا.
ميزت مشكلة الخلافة عهد لايوش، بحيث أن إليزابيث لم تنجب منذ فترة طويلة، وكان من المتوقع حدوث أزمة خلافة بعد وفاة الملك الذي لم ينجب أطفالا حتى الآن، اعتبر ابن حماها ستيفان وريثاً مفترضاً حتى وفاته عام 1354 وبعدها حل محله ابنه يانوش، ومع ذلك توفي يانوش أيضا في عام 1360، انجبت الملكة ابنة في عام 1365، ولكن الطفلة توفيت في العام التالي، ولبضع سنوات عوملت إليزابيث شقيقة يانوش الصغير على اعتبارها الوريثة مفترضة وكان يجري التفاوض على زواج مناسب لها، ولكن الأمور أخذت فجأةً مساراً مختلفاً بعد أن أنجبت إليزابيث ثلاث بنات في تتابع سريع، ولدت ابنتها كاثرين في يوليو 1370، وماري في عام 1371، ويادويغا في عام 1373 أو 1374، ومن المعروف أن إليزابيث كتبت كتاباً لتعليم بناتها تم إرسال نسخة منه إلى فرنسا عام 1374، ومع ذلك فقد فقدت جميع النسخ الآن.
في 17 سبتمبر 1374 منح لايوش تنازلات مختلفة للنبلاء البولنديين من خلال امتياز كوشيتسه مقابل وعدهم باعتبار ابنته خليفة له مع ضمان إليزابيث أو والدته كوصية عليها، في المجر ركز على مركزية السلطة كوسيلة لضمان احترام حقوق بناته، كان تأمين الزواج لإحدى الأميرات أولوية في البلاط الملكي، كانت ماري بالكاد تبلغ من العمر عاماً واحداً عندما وعدت للزواج من سيغيسموند اللوكسمبورغي، وفي عام 1374 كانت ابنتها الكبرى كاثرين مخطوبة من لويس الفرنسي، ولكنها توفيت في أواخر عام 1378، في نفس العام غادرت يادويغا التي وعدت للزواج من فيلهلم النمساوي بلاط والدتها وانتقلت إلى فيينا، حيث أمضت العامين التاليين هُناك، أقسم اللوردات البولنديون على دعم حقوق ماري في عام 1379، بينما حصل سيغيسموند على هذا الاعتراف بعد ثلاث سنوات من ذلك، كانت إليزابيث حاضرة مع زوجها وحماتها  في اجتماع في زوليوم في 12 فبراير 1380، حيث أكد اللوردات المجريون على خطوبة يادويغا، يشير هذا إلى أن لايوش ربما كان ينوي أن تغادر يادويغا المجر إلى خطيبها فيلهلم.
أصبح الملك الذي أضعفه المرض أقل نشاطا بشكل تدريجي في السنوات الأخيرة من حكمه، وكرس وقتاً متزايداً للصلاة، وكما فعلت والدته المسنة التي عادت من بولندا عام 1374، سمحت هذه الظروف لإليزابيث بتولي دور أكثر بروزا في البلاط، الذي بدأ نفوذها ينمو بشكل طردي منذ أن أعطت زوجها ورثة، بدأ من المحتمل أن تنتقل التيجان إلى إحدى بنات إليزابيث القاصرات وبحلول عام 1374 تم تأكيد حقوقهن، في الخفاء بدأت إليزابيث في ضمان أن تكون الخلافة سلسة قدر الإمكان من خلال تشجيع تغيير بطيء لموظفي الحكومة، تم استبدال البارونات المحاربين والأقوياء تدريجياً بمجموعة صغيرة من النبلاء الذين تفوقوا بمهاراتهم المهنية ولكنهم لم يتميزوا بأصالة أو القدرة العسكرية، قاد بالاطين نيكولاس الأول غاراي الحركة تمتعت بالدعم الكامل من الملكة، وأصبحت قوتهما في النهاية غير مقيدة تقريبا.

## الترمل والوصاية

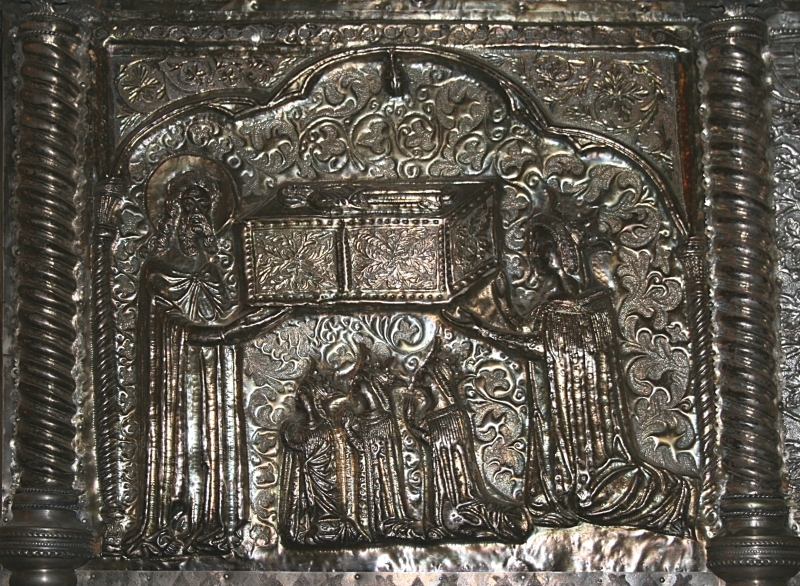
حفل الإعلان وتقديم الأعضاء الجدد في الأكاديمية الكرواتية للعلوم والفنون في زغرب

في 10 سبتمبر 1382 توفي الملك لايوش كانت إليزابيث مع بنتيها بجوار سريره، أصبحت إليزابيث الآن الملكة الأرملة، توجت ابنتها ماري "ملكة على المجر" بعد سبعة أيام فقط، كان المؤرخ هاليكي يعتقد أن السبب وراء تسريع إليزابيث لأحداث، هي رغبة الأرملة في استبعاد صهرها المحتمل سيغيسموند من السلطة، وبصفتها الوصية على العرش نيابة عن الملكة البالغة من العمر أحد عشر عاما، عينت إليزابيث المقرب منها غاراي مستشارها الرئيسي، كان حكمها صعباً وغير سلمي، كان البلاط الملكي سعيدا بهذه الإجراءات، ولكن النبلاء المجريين لم يكونوا مستعدين للإذعان السلطة لامرأة واعترضوا على صعود ماري، مؤكدين على اعتبار الوريث الشرعي للعرش هو شارل الثالث ملك نابولي باعتباره الذكر الوحيد المتبقي من الأسرة الأنجوي، كان شارل في ذلك الوقت غير قادر على المطالبة بعرش ماري لأن عرشه في نابولي معرض للتهديد من قبل لويس الأول دوق أنجو، وكان أول من المنتفضين ضدها أيضا هو رئيس دير فرانا إيفان باليسنا منذ 1383 الذي كان يعارض في المقام الأول السياسة المركزية التي فرضها زوجها، وقرر ابن عمها تفرتكو أيضا الاستفادة من وفاة لايوش وعدم شعبيتها من خلال محاولة استعادة الأراضي التي فقدها لصالح الملك في عام 1357، وأيضا شكل تفرتكو وإيفان تحالفاً ضدها، ولكنهما هزما في النهاية من قبل جيشها، حيث أجبرت إيفان بالفرار نحو البوسنة.

### الخلافة البولندية
على الرغم من أن لايوش قد عين ماري خلفيته في كلتا مملكتيه، إلا أن النبلاء البولنديين الذين سعوا إلى إنهاء الاتحاد الشخصي مع المجر، لم يكونوا على استعداد للاعتراف بحكم ماري وخطيبها سيغيسموند كملوك لهم، ولكنهم كانوا سيقبلون ماري إذا انتقلت فقط إلى كراكوف وحكمت كلتا المملكتين من هناك بدلا من إقامته في المجر، والحكم وفقاً لنصيحتهم بدلاً من نصيحة النبلاء المجريين وتتزوج بأمير من اختيارهم، ومع ذلك لم تكن نواياهم مناسبة لمصلحتها، كان سيطلب منها أيضا الانتقال إلى كراكوف، حيث كان من شأن عدم وجود رجال موالين لها يجعلها غير قادرة على فرض إرادتها، وأيضا كانت إليزابيث تدرك أيضا الصعوبات التي واجهتها حماتها في السابق خلال فترة وصايتها في بولندا، والتي انتهت بفرارها من وطنها الأم في وصمة عار.
وأخيراً في 26 فبراير 1383 تم التوصل إلى اتفاق بين إليزابيث والمندوبين البولنديين في سيرادز باقتراحها بتعيين ابنتها الصغرى هيدفيغ كخليفة والدها في بولندا، وبهكذا أعفت النبلاء البولنديين من قسم الولاء عام 1382 لماري وسيغيسموند،  وأيضا وافقت على إرسال ابنتها هيدويغ لتتويج في كراكوف، ولكنها طلبت نظرا لصغر عمرها أن تقضي ثلاث سنوات أخرى في بودا، بعد الاتفاق وافق البولنديون المتورطون في حرب أهلية دموية، في البداية على هذا الشرط ولكنهم سرعان ما وجدوا أنه من غير المقبول أن يقيم ملكتهم في الخارج لفترة طويلة، وفي الاجتماع الثاني في سيرادز الذي عقد في 28 مارس، فكروا في تقديم التاج لقريب هيدفيغ البعيد المتمرد شيموفيت الرابع دوق ماسوفيا، ولكن في 16 يونيو خلال اجتماع سيرادز الثالث قرر شيموفيت المطالبة بالتاج لنفسه، ردت إليزابيث بتدمير أراضيه ماسوفيا بجيش قوامه 12000 رجل خلال شهر أغسطس، مما أجبره على التخلي عن ادعاءاته، وخلال هذه الأثناء أدركت أنها لا يمكن أن تتوقع أن يقبل النبلاء طلبها وبدلا من ذلك قررت تأخير رحيل ابنتها هيدفيغ، على الرغم من المطالب البولندية المستمرة بتسريع وصولها، لم تنتقل هيدفيغ إلى كراكوف حتى نهاية أغسطس 1384، وتوجت في 16 أكتوبر 1384، لم يتم تعيين وصي رسمي عليها، ومارست الفتاة البالغة من العمر 10 سنوات سلطتها وفقا لنصيحة أقطاب كراكوف، لم ترها مرة أخرى قط.
في عام 1385 استقبلت إليزابيث وفداً رسميًا من يوغيلا دوق ليتوانيا الأكبر الذي رغب في الزواج من ابنتها هيدفيغ، ومع قانون كريفا وعد يوغيلا بدفع تعويض لخطيب هيدفيغ السابق فيلهلم النمساوي نيابة عنها، وطلب من إليزابيث بصفتها أرملة الملك لايوش ووريثة بولندا باعتبارها حفيدة الملك فواديسواف الأول (الذي اتخذ اسمه يوغيلا عمدًا عند معموديته)، تبنيه قانونياً كابن لها من أجل منحه مطالبة بالتاج البولندي في حالة وفاة ابنتها هيدفيغ دون أبناء، وتم الاحتفال بالزواج عام 1386.

### زواج ماري
خطيب ماري سيغيسموند وشقيقه فنتسل ملك ألمانيا وبوهيميا عارضوا حكم إليزابيث وغاراي، ومن ناحية أخرى لم تكن الملكة الأرملة وبالاطين متحمسين لحكم سيغيسموند المناصف مع ماري، لذلك خطط كل من سيغيسموند وشارل غزو المجر في أقرب وقت، كان الأول ينوي الزواج من ماري ويصبح حاكماً مناصفاً لها، بينما كان الأخير ينوي خلعها، في حين كانت إليزابيث مصممة على عدم السماح بأي منهما، وبدلاً عن ذلك في عام 1384 بدأت في التفاوض على زواج ماري من لويس الفرنسي، على الرغم من خطوبتها لسيغيسموند، تم تقديم هذا الاقتراح بعد وفاة ابنتها الكبرى كاثرين في عام 1378، ولكن الانشقاق الغربي قد مثل مشكلة، حيث اعترفت فرنسا بـ كليمنت السابع كبابا وقبلت المجر أوربان السادس باعتباره البابا، ومع ذلك كانت إليزابيث يائسة لتجنب الغزو في عام 1384 وغير راغبة في ترك الانقسام يقف في طريق المفاوضات مع الفرنسيين، أصدر البابا كليمنت السابع تصريحا ألغى فيه خطوبة ماري من سيغيسموند، ولذلك احتفل بزواجها بالوكالة من لويس في أبريل 1385، ولكن النبلاء المجريين لم يعترفوا به، بحيث التزموا بأوربان السادس.
قسمت خطة إليزابيث لزواج ماري من لويس الفرنسي أفراد البلاط، عارض العديد القرار علانية وتخلوا عن ولائهم للملكة الأرملة منذ شهر أغسطس، مما أدى إلى حرمانهم من جميع مناصبهم الوظيفية واستبدالهم بأنصار غاراي، كانت المملكة على وشك حرب أهلية لولا قرر شارل بالغزو، بتشجيع من إيفان هورفات وشقيقه الأسقف بافل الزغربي، أجبر وصول شارل الوشيك إليزابيث على الاستسلام والتخلي عن فكرة الزواج الفرنسي، بينما أصبح مبعوثوها في باريس يستعدون لرحلة لويس، ومع ذلك تمكن إليزابيث من التصالح مع خصومها، وبعد أربعة أشهر من زواج ابنتها بالوكالة من لويس، دخلت سيغيسموند أخيراً إلى المجر وتزوجت من ماري رسمياً، ولكن المصالحة بين الفصائل تبين أنها جاءت متأخرة جداً لمنع غزو شارل، فر سيغيسموند نحو بلاط شقيقه في براغ منذ خريف عام 1385.

### الخلع والاستعادة
كان شارل مستعداً جيداً وبرفقة أنصاره المجريين ولم تتمكن إليزابيث من تكوين جيش ضده أو منعه من استدعاء البرلمان، حيث حصل على دعم ساحق منهم، أُجبرت ماري على التنازل عن العرش، مما فتح الطريق أمام شارل ليتوج كملك المجر في 31 ديسمبر 1385، وأيضا أجبرتا على حضور الحفل وأقسما بالولاء له.
حرمت إليزابيث من السلطة، وتظاهرت بمشاعر ودية تجاه بينما أصبحت ضمن حاشيته في البلاط، ولكن بعد عودة أنصاره إلى أوطانهم، وأصبح وحيداً وعلى الفور تصرفت بسرعة ودعته لزيارة ماري في قلعة بودا، وبعد وصوله إلى هناك في 7 فبراير 1386 طعنته حتى الموت من قبل أتباعها في شققها ومع حضورها، ونقل إلى فيشيغراد، حيث توفي في 24 فبراير.
بعد أن أعادت إليزابيث التاج إلى ابنتها، شرعت على الفور في مكافأة أولئك الذين ساعدوها، وفي أبريل تم إحضار سيغيسموند إلى المجر من قبل شقيقه الملك فنتسل وتم الضغط على الملكات لقبوله كحاكم مناصف لماري في المستقبل بموجب معاهدة جيور، لم يساعد مقتل شارل إليزابيث بقدر ما كانت تأمل فيه، حيث اعترف أنصاره على الفور بابنه لازلو وريثاً وفروا نحو زغرب، رهن الأسقف بافل عقارات الكنيسة من أجل جمع الأموال لتكوين جيش ضد الملكات.

## الوفاة وما بعدها
اعتقدت إليزابيث أن مجرد وجود ابنتها سيساعد في تهدئة المعارضة برفقة غاراي وأتباعه المتواضعين، انطلقت هي وماري نحو الجنوب في داكوفو، ومع ذلك فقد أساءت إليزابيث تقدير الموقف بشكل خطير، ففي 25 يوليو 1386 تعرضوا لكمين في طريقهم وهاجمهم إيفان هورفات في جورجاني، فشلت حاشيتها الصغيرة في محاربة المهاجمين، قتل غاراي على يد المتمردين وأرسل رأسه إلى مارغريت أرملة شارل، بينما تم سجن الملكات في   قلعة زغرب في غومنيك، تحملت إليزابيث كل اللوم على التمرد وتوسلت إلى المهاجمين لإنقاذ حياة ابنتها.
سرعان ما تم إرسال إليزابيث وماري نحو قلعة نوفيغراد تحت إشراف إيفان باليسنا، أصرت مارغريت على إعدامها بعد المحاكمة، وبعد تأجيل الإجراءات خلال عيد الميلاد، أدينت بالتحريض على قتل الملك شارل، سار سيغيسموند نحو سلافونيا في يناير 1387، بنية إنقاذ الملكات، مع القرب من منتصف شهر يناير، وصلت أخبار إلى سيغيسموند بخنق الحراس لإليزابيث أمام أعين ابنتها ماري.
تم إطلاق سراح ماري من الأسر من قبل قوات سيغيسموند في 4 يونيو،  بعد دفنها سراً في كنيسة القديس كريسوجونوس في زادار في 9 فبراير 1387، تم استخراج جثة إليزابيث في 16 يناير 1390، ونقلها عن طريق البحر إلى أوبروفاك ثم نقلها براً إلى كنيسة سيكيسفيرفار.

## الإرث

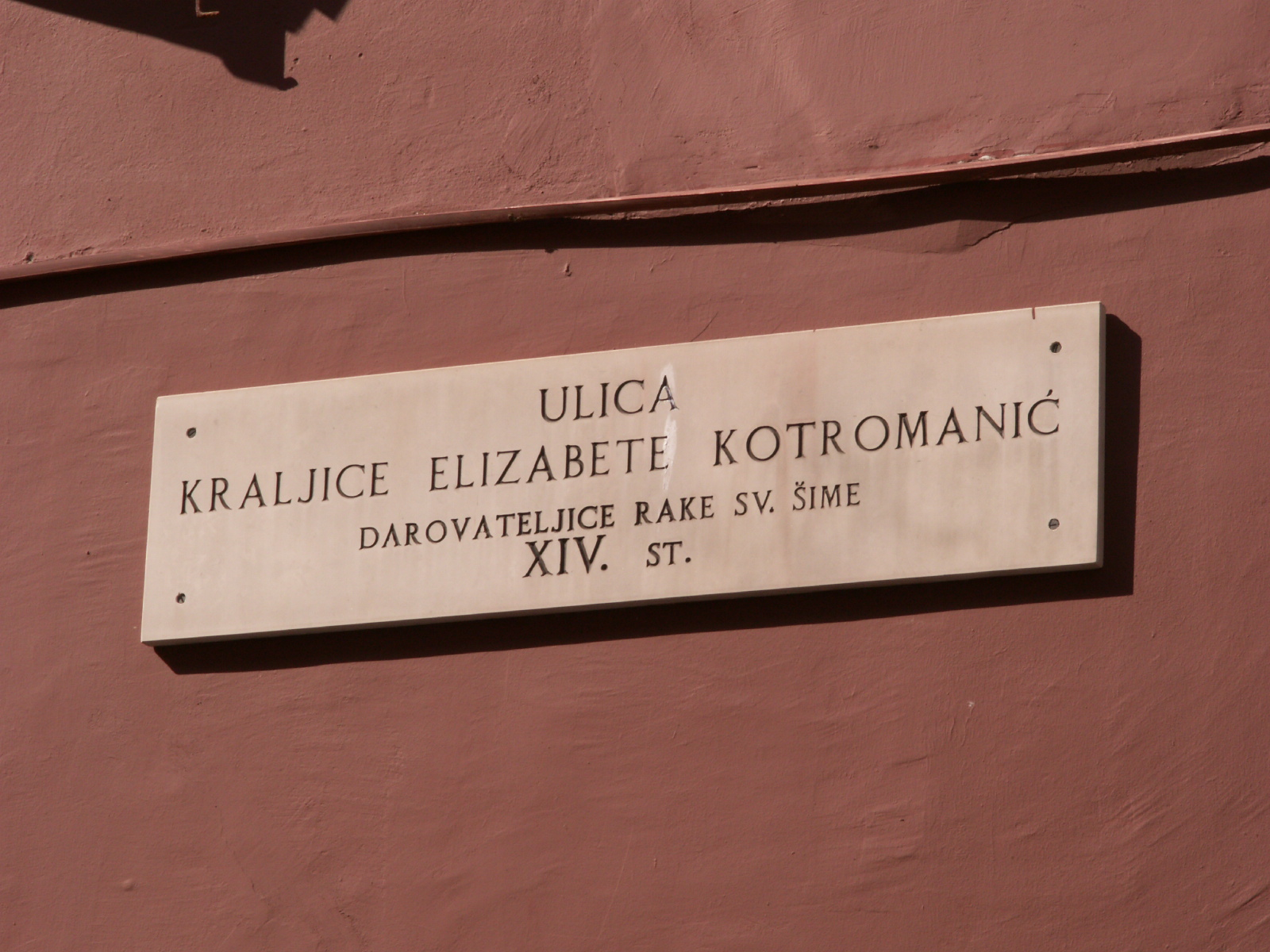
شارع إليزابيث كوترومانيش في زادار، 2009

كان معاصرو إليزابيث يعتبرون إليزابيث سياسية فعالة وقوية ولكنها لا ترحم استخدمت المؤامرات السياسية لحماية حقوق بناتها والدفاع عنها، بدت وكأنها والدة حنونة، ولكنها ربما كانت تفتقر إلى المرونة السياسية لإعداد ماري وهيدفيغ لأدوارهما كملكات، لم تقدم إليزابيث مثالاً مقبولاً لبناتها، وستكون أساليبها المشكوك فيها في السياسة بمثابة تحذير جزئياً للملكات الشابات، هدد تسويفها وضع هيدفيغ المستقبلي في بولندا، في حين أن المشاكل مع النبلاء الكرواتيين والعلاقات المتوترة مع موطنها البوسنة جعل عهد ماري غير آمن ومضطرب.
كلفت الملكة إليزابيث بإنشاء صندوق القديس سمعان حوالي عام 1377، هو صندوق صنع في زادار كان له أهمية كبيرة لتاريخ المدينة، لأنه يصور أحداثاً تاريخية مختلفة - مثل وفاة والدها - وإليزابيث نفسها، وفقاَ للأسطورة قامت إليزابيث سرقت إصبع القديس ودفعت ثمن إنشاء النعش من أجل التكفير عن خطيتها، يحتوي النعش على مشاهد يزعم أنه يصور الملكة التي أصيبت بالجنون بعد سرقة الآثار.